# 秘蜻属
秘蜻属（学名：Lathrecista）为蜻蜓科的一个属。

## 下属物种
本属包括以下物种：
- 亚洲秘蜻 Lathrecista asiatica Fabricius, 1798